# Dimorphanthera tedentii
Dimorphanthera tedentii är en ljungväxtart som beskrevs av P.F. Stevens. Dimorphanthera tedentii ingår i släktet Dimorphanthera och familjen ljungväxter. Inga underarter finns listade i Catalogue of Life.